# Saint-Félicien (Kanada)
Saint-Félicien – miasto w Kanadzie, w prowincji Quebec, w regionie Saguenay–Lac-Saint-Jean i MRC Le Domaine-du-Roy. Miasto położone jest u ujścia rzeki Ashuapmushuan do jeziora Saint-Jean. Pierwsi osadnicy europejscy (franko-kanadyjscy) pojawili się tutaj w 1864 roku, natomiast już w 1865 roku powstało osada Saint-Félicien, która później przekształciła się w miasto.
Liczba mieszkańców Saint-Félicien wynosi 10 477. Język francuski jest językiem ojczystym dla 98,4%, angielski dla 0,5% mieszkańców (2006).